# 石井康晴
石井 康晴（いしい やすはる、1969年 - ）は、TBSテレビ（旧TBSエンタテインメント）制作1部所属のテレビドラマ演出家、映画監督。早稲田大学卒業。

## 経歴
1992年入社。入社後は暫くバラエティ番組やドキュメンタリー番組を担当。その後、ドラマ制作に異動。演出補（アシスタントディレクター）を経て、1999年に「天国に一番近い男」第7話で初演出（演出補兼任）。1999年～2000年にかけて放送された『「悪いオンナ」シリーズ』で本格的に演出を手掛ける。「Mの悲劇」、「ボイスレコーダー VOICE RECORDER ～残された声の記録」（2005年・プロデューサー兼務）で社会派作品を残す。代表作に「花より男子」（2005年）、「クロサギ」（2006年）がある。
2008年に公開された「映画 クロサギ」で映画監督デビューした。

## 手掛けた作品

### テレビドラマ

#### 演出
（太字はメイン演出作品）
- 天国に一番近い男（1999年）
- コワイ童話（1999年）
- 悪いオンナ「プレイヤー」（1999年）
- 悪いオンナ「占っちゃうぞ」（2000年）
- 悪いオンナ「シャッフル」（2000年）
- ここがヘンだよ日本人（2000年）
- 中居正広の家族会議を開こう!
- 中居正広の金曜日のスマたちへ　MEGUMI・RIE・KANAKO（2001年 - 2003年）
- ドールハウス 特命女性捜査班（2004年）
- 世界の中心で、愛をさけぶ（2004年）
- Mの悲劇（2005年）
- 中居正広の金曜日のスマたちへ・幸せになった女たち（2005年）
- ボイスレコーダー VOICE RECORDER 〜残された声の記録〜（2005年）
- 花より男子（2005年）
- 白夜行（2006年）
- クロサギ（2006年）
- 花より男子2（リターンズ）（2007年）
- 冗談じゃない!（2007年）
- 山田太郎ものがたり（2007年）
- 流星の絆（2008年）
- スマイル（2009年）
- ヤマトナデシコ七変化（2010年）
- 新参者（2010年）
- 獣医ドリトル（2010年）
- ランナウェイ〜愛する君のために（2011年）
- 最高の人生の終り方〜エンディングプランナー〜（2012年）
- NTTドコモ 20周年スペシャルドラマ 夢の扉 特別編「20年後の君へ」（2012年）
- S -最後の警官-（2014年）
- ホワイト・ラボ〜警視庁特別科学捜査班〜（2014年）
- ウロボロス〜この愛こそ、正義。（2015年）
- 表参道高校合唱部!（2015年）
- 逃げるは恥だが役に立つ （2016年）
- ごめん、愛してる (2017年)
- 花のち晴れ～花男 Next Season～ (2018年)
- テセウスの船（2020年）
- オー!マイ・ボス!恋は別冊で（2021年）
- ドラゴン桜 第2シリーズ（2021年）
- ファイトソング（2022年）
- オールドルーキー（2022年）
- クロサギ（2022年）
- ラストマン-全盲の捜査官-（2023年）
- フェルマーの料理 (2023年)
- さよならマエストロ〜父と私のアパッシオナート〜（2024年）
- あのクズを殴ってやりたいんだ（2024年）

#### 演出補
- ひとりぼっちの君に（1998年）
- 天国に一番近い男（1999年）
- 独身生活（1999年）
- さとうきび畑の唄（2003年、2004年）

#### プロデュース
- ボイスレコーダー VOICE RECORDER 〜残された声の記録〜（2005年）
- ヤマトナデシコ七変化（2010年）

### 映画
- 映画 クロサギ（2008年）
- 花より男子F（2008年）

### ラジオドラマ
- 禁断の告解室（2021年）